# Arabidella
Arabidella bildet eine kleine Pflanzengattung in der Familie der Kreuzblütengewächse (Brassicaceae). Alle sieben Arten kommen nur in Australien vor.

## Beschreibung

### Habitus und Blätter
Die Arabidella-Arten wachsen als Sträucher oder krautige und in diesem Fall einjährige Pflanzen. Sie erreichen Wuchshöhen zwischen 15 und 100 Zentimeter. Es sind höchstens einfache Haare vorhanden. Die im Querschnitt runden oder viereckigen Stängel besitzen kräftige Internodien.
Die Laubblätter befinden sich entweder wechselständig und spiralig angeordnet am Stängel verteilt oder in grundständigen Rosetten und auch am Stängel angeordnet. Die kleinen bis mittelgroßen Laubblätter sind gestielt oder sitzend, besitzen keine Blattscheide und sind im Blattquerschnitt nicht gerollt. Sie können übelriechend, aber auch ohne merklichen Geruch sein. Die Blattspreite ist geteilt oder einfach. Wenn die Blattspreite geteilt ist, dann ist sie fiederteilig oder mehrfach geteilt. Es ist nur eine Blattader vorhanden oder es liegt Fiederadrigkeit vor. Es sind keine Nebenblätter vorhanden.

### Blütenstand und Blüte
Die Blüten stehen in schirmtraubigen oder traubigen, lockeren bis dichten Blütenständen zusammengefasst. Wenn die Blütenstände verzweigt sind, dann ist der oberste Blütenstand traubig. Es gibt keine Trag- und Deckblätter, aber ein Blütenstiel ist vorhanden.
Die zwittrigen Blüten sind radiärsymmetrisch und vierzählig mit doppelter Blütenhülle (Perianth). Es sind vier Kelchblätter vorhanden. Die vier freien, gelben oder weißen Kronblätter sind genagelt.
Es sind sechs ausschließlich fertile Staubblätter vorhanden, die sich zwar mehr oder weniger ähneln, von denen zwei jedoch kürzer als die anderen sind. Die freien Staubfäden besitzen keine Anhängsel. Die Staubbeutel (Anthere) sind basifix angelegt (sie sitzen direkt auf dem Staubfaden auf) und nicht versatil (sie sind durch den Ansatz an Staubfaden nahe der Mitte weniger bewegungsfähig) gestaltet. Sie können Anhängsel besitzen und bestehen aus vier Pollensäcken (tetrasporangiat). Der Pollen (Blütenstaub) besteht aus einzelnen Körnern. Der Blütenboden kann mit dem Stempel ein langes Gynophor bilden. Es ist ein Diskus vorhanden. Zwei Fruchtblätter sind zu einem oberständigen Fruchtknoten verwachsen; er ist eigentlich zweikammerig, aber durch falsche Scheidewände (Septa) noch weiter unterteilt. Der auf dem Fruchtknoten sich apikal befindende Griffel endet in einer ein- oder zweilappigen oder kopfigen Narbe (Stigma). In jeder der beiden Fruchtknotenkammern befinden sich in parietaler Plazentation selten eine bis, meist drei bis fünfzig Samenanlagen mit anatroper Orientierung.

### Frucht und Samen
Es werden 4 bis 33 Millimeter lange, beidseitig zusammengedrückte, nicht fleischige Schoten mit zwei bei Reife aufspringenden Klappen gebildet. Sie sind mit ein oder zwei Samenreihen je Fruchtfach ausgestattet.
Die kleinen bis mittelgroßen Samen besitzen eine schleimige Oberfläche mit feinen warzigen Erhebungen. Sie können seitlich zusammengedrückt und geflügelt sein. Es ist selten ein Endosperm ausgebildet. Der gut ausgebildete Embryo ist gekrümmt.

### Inhaltsstoffe
Die für die Familie der Kreuzblütengewächse typischen Senfölglykoside sind auch in dieser Gattung vorhanden.

## Vorkommen
Die Arabidella-Arten besiedeln mäßig feuchte bis extrem trockene Standorte mit aridem Klima ausschließlich in Australien.

## Systematik
Die Gattung Arabidella wurde 1924 durch Otto Eugen Schulz in Das Pflanzenreich, IV. 105 (Heft 86): 177 aufgestellt. Synonyme für Arabidella (F.Muell.) O.E.Schulz sind: Lemphoria O.E.Schulz, Micromystria O.E.Schulz, Pseudarabidella O.E.Schulz. Die Gattung Arabidella gehörte zur Tribus Camelineae und gehört seit 2012 zur Tribus Microlepidieae innerhalb der Familie der Brassicaceae.
Zur Etymologie von Arabidella kann gesagt werden, dass der Wortstamm von der Gattung Arabis kommt und das Anhängsel für eine Verkleinerungsform steht; Arabidella zeigt damit den geringen Gattungsumfang im Vergleich mit Arabis an.
Es gibt sieben Arabidella-Arten:
- Arabidella chrysodema Lepschi & Wege: eine krautige Pflanze, die im südwestlichen Australien vorkommt.[3]
- Arabidella eremigena (F.Muell.) E.A. Shaw: eine krautige Pflanze, die im östlich-zentralen Australien vorkommt.
- Arabidella filifolia (F.Muell.) E.A. Shaw: ein Strauch, der im östlichen South Australia vorkommt.[3]
- Arabidella glaucescens E.A. Shaw: ein Strauch, der im zentralen Australien vorkommt.[3]
- Arabidella nasturtium (F.Muell.) E.A. Shaw: eine krautige Pflanze, die in Australien weit verbreitet ist.[3]
- Arabidella procumbens (Tate) E.A. Shaw: eine krautige Pflanze, die bom östlichen South Australia bis zum nordwestlichen New South Wales vorkommt.[3]
- Arabidella trisecta (F.Muell.) O.E. Schulz: ein Strauch, der im zentralen und südlichen Australien weit verbreitet ist.[3]